# 아시아의 국립공원
대한민국을 비롯해 일본, 인도, 필리핀, 타이, 터키 등에도 국립 공원이 다소 설치되어 있으며, 아시아에서 가장 일찍 그리고 활발히 보호, 이용되고 있는 나라는 일본이다.
일본에서는 1931년 국립공원법의 제정을 기본으로 1934년 세토우치, 운젱, 기리시마가 지정된 것을 최초로 하여, 현재는 27개소가 지정되어 총 국토면적의 5.4%(79년 기준)를 차지하고 있다. 국립공원법은 1957년에 자연공원법으로 개정되었으며, 자연공원법에는 국립공원, 국정공원, 현립공원의 3가지를 다루고 있다. 또한 국립공원의 지정은 환경청장관이 자연공원심의회의 의견을 참작하여 정하도록 되어 있으나 경영과 관리는 환경청 자연보호국이 담당하고 있다.
인도는 1935년 공원법의 제정에 따라 코르벳, 하일리 등 7개의 국립공원을 지정하여 산림청으로 하여금 이를 관장하도록 하고 있으며, 필리핀은 1933년 메킬링산을 시초로 현재 36개소가 지정되어 있다. 이밖에 태국, 스리랑카, 이스라엘 등에도 국립공원이 설정되어 있다.